# Escuela sevillana de baile
La escuela sevillana de baile es un estilo de baile, es decir, un conjunto de rasgos, y características que definen una forma de bailar con una personalidad propia. Estas maneras imprimen al baile un aire de familia, pero ni excluyen ni ahogan la individualidad de cada bailaor/a, pues el flamenco es un arte de individualidades y protagonistas. 

## Artistas destacados

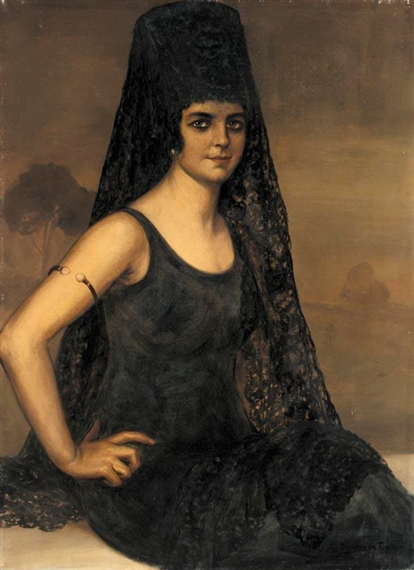
Pastora Imperio por Julio Romero de Torres, 1913.

Entre las artistas hay que destacar a Pastora Imperio que puso los cimientos de la Escuela Sevillana, o a Matilde Coral a quien hay que reconocerle el mérito y el honor de haber transmitido, codificado y difundido la Escuela Sevillana en su academia, enclavada en el barrio de Triana. Muchas de sus discípulas han llegado a ser bailaoras con un lugar de privilegio en el baile flamenco: Milagros Mengíbar, Merche Esmeralda, La Debla, Pepa Montes, Ana María Bueno, Loly Flores, Ana Moya e Isabel Bayón, entre otras. En el baile de hombre han dejado su huella imborrable artistas como Manuel Corrales González, apodado "El Mimbre" (Triana, 1948) brillante por su distinción y barroquismo en el baile, y el extremeño Enrique Jiménez Mendoza, más conocido por "Enrique el Cojo", otro de los grandes maestros de esta Escuela, asentado en Sevilla. De su academia han salido bailaores/as de fama como Susana, Manuela Vargas, Lucero Tena, Juan Morilla, María Rosa, Merche Esmeralda, Cristina Hoyos, Teo Santelmo, La Contrahecha, Carmen Montiel, Carmen Ledesma, Currillo de Bormujos, Yoko Komatsubara y la popular Marisol, entre otros.
Pero la Escuela de Sevilla no es solo de profesionales, es una forma de bailar que se respiraba y se respira en cualquier reunión jubilosa, ya sea en un corral de vecindad, en una caseta de feria, o en los momentos de fiesta de una romería.

## Características
En la Escuela Sevillana el aprendizaje del estilo de «baile de mujer» ha de lograr el dominio de una estética en la que impera la plasticidad. Sus movimientos han de trasmitir una determinada noción de feminidad sevillana, entendiendo como tal la consecución de un baile depurado, estilizado, delicado, en el que destaque la «gracia» en los movimientos del cuerpo, especialmente perceptible en la forma del braceo y el juego de manos y dedos. Esta manera de ejecutar el «baile de mujer» ha de resultar unas veces seductor y coqueto, otras apasionado, y siempre airoso, encantador, y elegante.
El canon estético del «baile de mujer» por la escuela sevillana exige una serie de actitudes que evidencien el «señorío», la «sabiduría», el «conocimiento», la «apostura» y el narcisismo. Porque, como muy bien dicen los flamencos, «para bailar bien hay que gustarse».
El baile de hombre por la escuela sevillana también sobresale por la «apostura» y la elegancia. Hay plasticidad y donaire en la posición del cuerpo y en la ejecución de los pasos.
Tanto en el baile de mujer, como en el de hombre, el baile sevillano se caracteriza por el respeto que siente y transmite por el cante, pues el/la bailaor/a «escucha» y baila el cante, o sea «se deja llevar por el cante y la guitarra» como mantiene Ángeles Gabaldón. O, como afirma Ana María Bueno, «siempre ha habido un gran amor por el cante y un gran conocimiento de los distintos estilos (a casi todas nos gusta cantar y lo hemos hecho en alguna ocasión), por eso siempre hemos podido alargar o acortar un tercio según nos sintamos, hemos encontrado ese momento en el escenario en el que una se puede parar a escuchar, se mece y, sin moverse, lo está haciendo todo».

### Rasgos básicos
Sus rasgos básicos son:
- Composición de la figura: cabeza erguida, hombros alineados, espalda derecha.
- Colocación básica de los pies en tercera posición como base.
- Braceo armonioso y, como mantiene Matilde Coral, los «brazos redondos», «si es por alegrías, hacia fuera; si es por soleares o seguiriyas, hacia dentro, con la cabeza al lado del corazón».
- Manos gráciles y «floreando».
- Movimientos de hombros y caderas.
- Rostro expresivo.
- Zapateado musical.
- Uso de elementos externos: bata de cola, mantón, palillos y sombrero. Como explica Merche Esmeralda «el mantón y la bata de cola no deben utilizarse como una dificultad que hay que afrontar para mostrar, como en el circo, lo que una es capaz de hacer sino que tiene que ser un adorno del baile». O como afirma Matilde Coral, «desprecia con el pie la cola de tu bata. Sin miedo. Porque la cola de la bata solo se les enreda a las que no saben».
- Los pasos y movimientos deben hacerse con naturalidad, elegancia y plasticidad.

Estos rasgos, aprendidos durante generaciones mediante transmisión oral, han quedado fijados entre otros documentos en el Código (inédito) de la Escuela Sevillana de Flamenco, redactado por Matilde Coral y Manuel Barrios. En resumen, según este mismo Código, «el Baile Flamenco para ser como Dios manda es un coloquio a cuatro: La Musa, el Ángel, el Duende y la Bailaora».